# Bevern (Holstein)

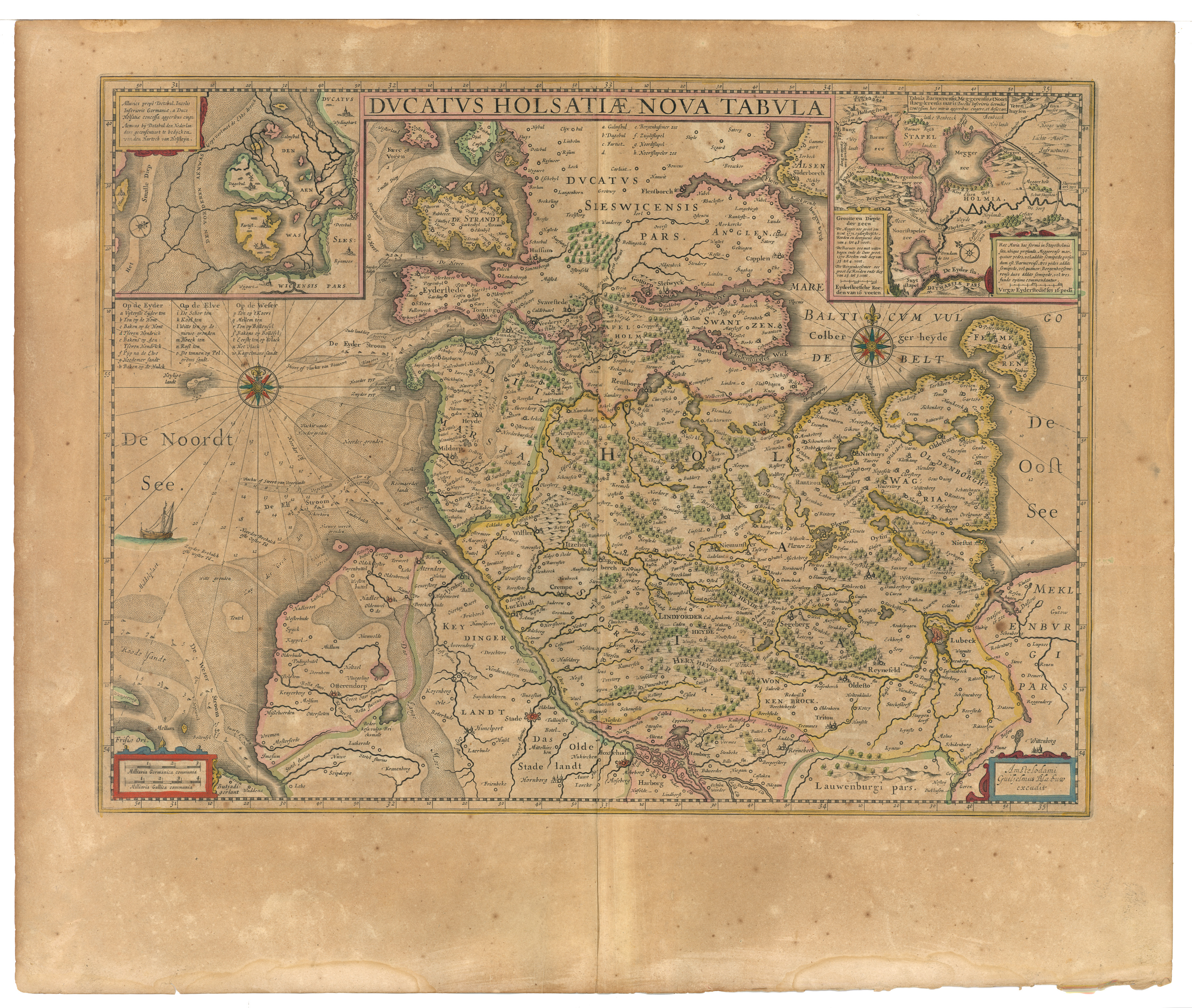
”Bever” 1645 im Atlas Maior von Blaeu

Bevern ist eine Gemeinde im Kreis Pinneberg in Schleswig-Holstein. Zur Gemeinde gehören die Ortschaften Barkhörn, Barmstedter Wohld, Bentkrögen, Beverndamm, Billhörn, Dannesch, Kreuzweg, Nettelohe und Steinfurt.

## Geographie und Verkehr
Bevern liegt etwa fünf Kilometer östlich von Elmshorn und etwa vier Kilometer südlich der Stadt Barmstedt. Die Ekholter Au fließt durch die Gemeinde.
Westlich verläuft die Bundesautobahn 23 von Hamburg nach Elmshorn.

## Geschichte
Die erste urkundliche Erwähnung von Bevern erfolgte 1564. Eine mögliche Herleitung des Ortsnamens bezieht sich auf „bewern“ im Sinne von zittern, was in diesem Fall einen überwachsenen Sumpf bezeichnen würde. Der Name könnte aber auch von Plattdeutsch „Bever“ wie Biber kommen.

## Politik

### Gemeindevertretung
Bei der Kommunalwahl am 14. Mai 2023 wurden insgesamt neun Sitze vergeben. Diese fielen erneut alle an die Bürgerliche Wählergemeinschaft Bevern. Die Wahlbeteiligung betrug 63,4 %.

### Wappen
Blasonierung: „In Silber auf grünem Hügel, der mit einem silbernen Wellenbalken belegt ist, ein linksgewendeter, halb aufgerichteter schwarzer Biber.“

### Gemeindepartnerschaften
Seit 1986 bestehen Partnerschaften zur niedersächsischen Gemeinde Bevern und zu den beiden gleichnamigen Ortsteilen von Bremervörde und Essen (Oldenburg).